# Licia Apostoli
Licia Apostoli (Trieste, 28 luglio 1955) è un'ex cestista italiana.

## Carriera
Con l'Italia ha disputato due edizioni dei Campionati mondiali (1975, 1979) e tre dei Campionati europei (1974, 1976, 1978).